# 薔薇園 (書籍)
『薔薇園』（ばらえん、ペルシア語: گلستان）は、1258年（ヒジュラ暦656年）にシーラーズ出身の詩人・旅行家のサアディー（1210年頃生 - 1291年または1292年没）が著した書籍である。『グリスターン』や『ゴレスターン』などの日本語訳もある。さまざまな言語に翻訳されて現在でも読まれており、『果樹園（ブースターン）』と共にサアディーの代表作として知られる。各地を旅した見聞や体験をもとにした思索が、散文と詩の様式で書かれていて、簡潔な表現による格言や金言も数多い。
表題の薔薇園を意味するگلستان（Gulistan）はペルシアで一般的な名詞であり、gul（花、薔薇）とstan（富めるところ）を合わせている。日本の国文学で「花」が桜を指すように、ペルシア文学でgulは薔薇の花を意味する。

## 時代背景・著者
サアディーが生まれた当時のシーラーズは、アタベクの政権であるサルガル朝の統治下にあった。父親は君主サアド・ブン・ゼンギー（Atābak ʿIzz al-Dīn b. Saʿd）（1195年-1226年）に仕えており、サアディーの幼少時に亡くなったが、その教育や道徳観は彼に大きな影響を与えた。母親も若くして失ったサアディーは、サアド・ビン・ゼンギーによってバグダードのニザーミーヤ学院に留学をして1226年頃まで各種の学問を習得し、ペルシア語に加えてアラビア語にも堪能になった。
バグダードの学究生活を終えると、サアディーは各地を旅するようになる。旅費を工面するために托鉢をして質素な生活を行い、詩作をしながら各地を旅し、権力者から一般の人々まで広く交友した。旅の期間は1226年頃から1256年までの約30年間にわたり、このため彼は大旅行家としても知られているが、旅行記のたぐいは書いていない。1256年に故郷のシーラーズに帰ったサアディーは『果樹園』（1257年）と『薔薇園』（1258年）を執筆し、晩年までシーラーズの郊外で暮らした。シーラーズでの交友には、イル・ハン朝の宰相シャムス・ウッディーン・ムハンマド・ジュワイニーと、バグダード太守も務めた学者アラー・ウッディーン・アター・マリク・ジュワイニーの兄弟がおり、サアディーは生活を保障されて暮らすことができた。

## 影響

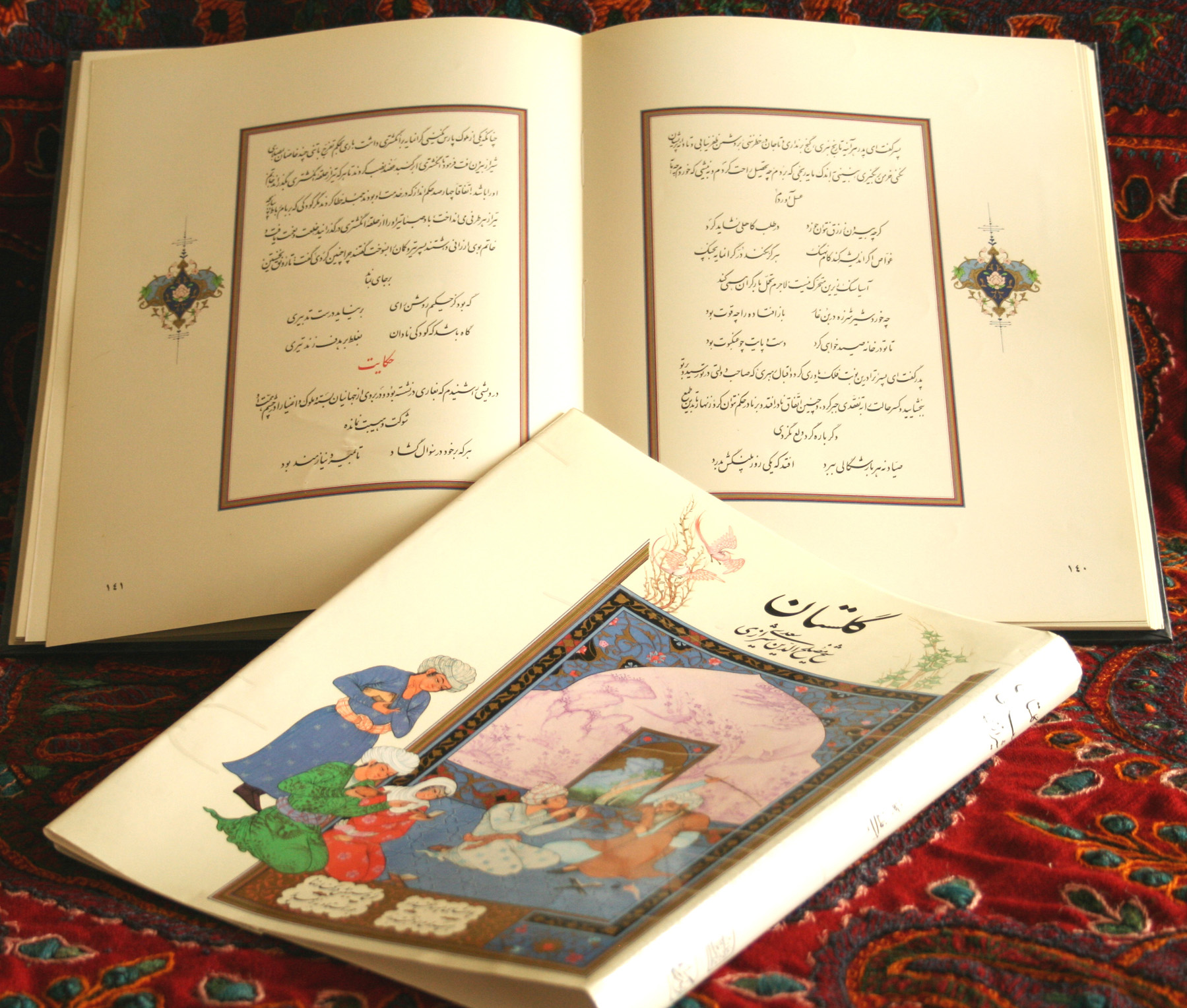
ナスタアリーク体で書かれた『薔薇園』の写本

## 内容

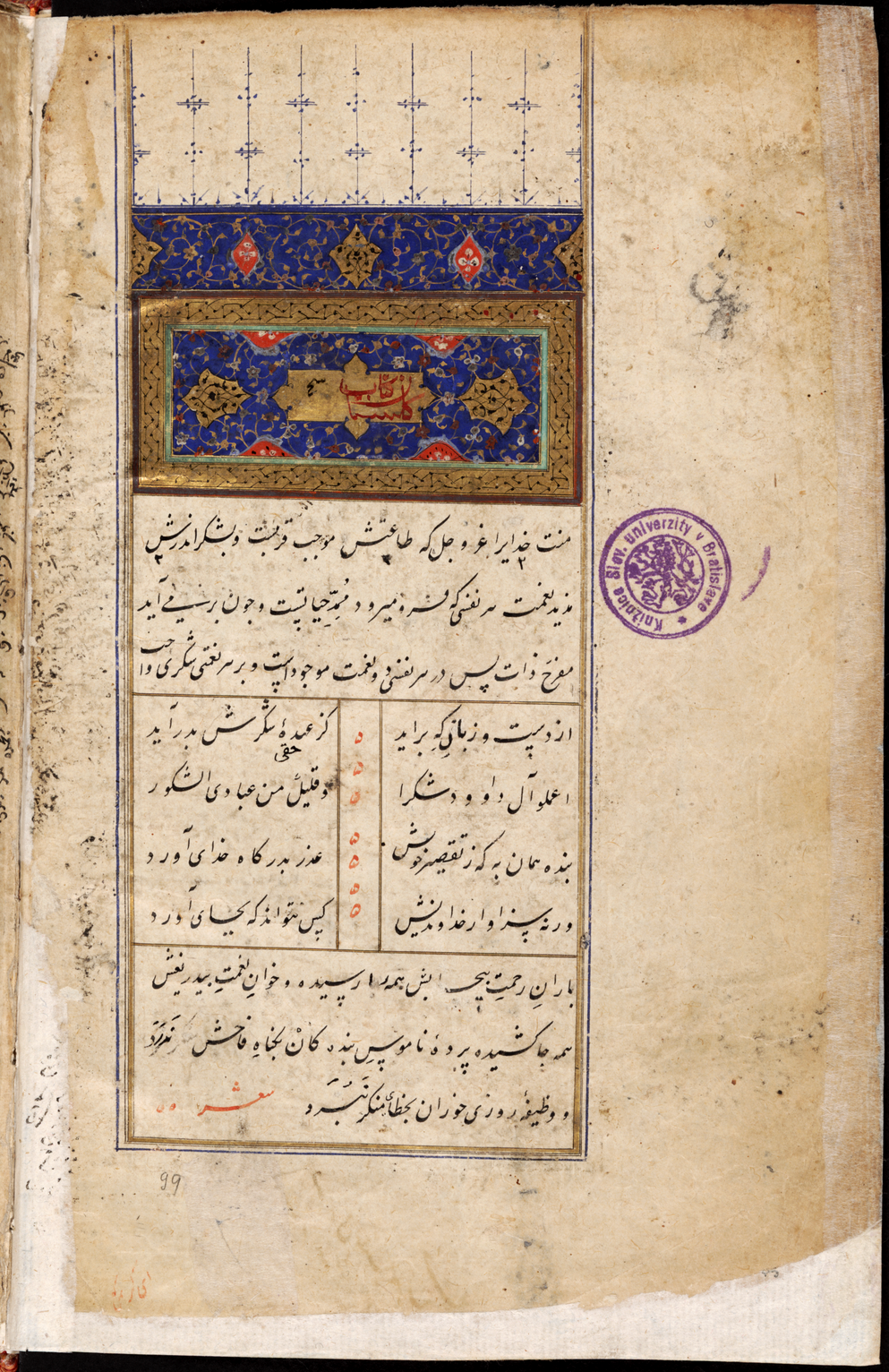
『薔薇園』写本の導入部のページ